# Yassine Jarmouni
Pas d'image ? Cliquez ici

a Compétitions nationales et continentales officielles uniquement.

b Matchs officiels uniquement.
Dernière mise à jour le 17 mai 2023.
Yassine Jarmouni (en arabe : ياسين جرموني), né le 15 mars 1995 à Clermont-l'Hérault, est un joueur international algérien de rugby à XV qui évolue au poste de troisième ligne au sein de l'effectif du Soyaux Angoulême XV Charente en Pro D2 depuis la saison 2022-2023. Il mesure 1,86 m pour 110 kg.

## Biographie

### Carrière en club
Yassine Jarmouni né le 15 mars 1995 à Clermont-l'Hérault, s'initie au rugby au sein du RCO Salagou Cœur d'Hérault. Il fait ses classes dans le centre de formation du Racing Club narbonnais. À seize ans, il pèse 122 kg. Il joue pilier, poste qui ne lui convient pas. Après un régime de trois qui résulte d'une perte de poids de 15 kg, il retrouve son poids de forme. Un différend avec le club, ne souhaitant pas le faire jouer en troisième ligne, le conduit à quitter celui-ci en cours d’année. Après un tutorat à Plages d’Orb et quelques entraînements de football américain, il engage un contact avec le Racing Club narbonnais, par l’intermédiaire de l’éducateur Nans Barnils. Il réintègre le club avec un premier contrat de deux ans au centre de formation.
En décembre 2014, il est convoqué en équipe de France des moins de 20 ans, mais ne peut honorer sa sélection en raison d'une blessure survenue lors du match de Pro D2 face à l'USA Perpignan, le 21 décembre 2014. Sur la dernière action du match, il se rompt le ligament croisé antérieur, le ligament externe et le ménisque, le dimanche précédent son départ pour Marcoussis. En mai 2016, après des mois de rééducation, le président Rocky Elsom lui propose un contrat professionnel de deux ans, avant de revenir sur sa proposition[réf. nécessaire]. Finalement, avec Jean-Louis Caussinus président de l’Association RCNM et Sébastien Buada directeur du centre de formation, il rempile un an de plus. Après quelques allers-retours entre les pros et les espoirs, le 10 février 2017, pour sa première titularisation en pro, il inscrit un essai lors du match face à l'US Dax. En avril 2017, il signe un contrat mixte de trois saisons (une saison en Espoirs et deux saisons professionnelles).  
Yassine Jarmouni, très attaché à Narbonne et dont le contrat professionnel le lie au club jusqu'en 2021, subit la liquidation judiciaire du club et le dépôt de bilan de la SASP. Il quitte donc le club a la fin de la saison 2017-2018.  
À l'intersaison 2021, il signe au RC Aubenas en Nationale. L’ancien narbonnais passé par l'Avenir castanéen et l'Avenir valencien pour retrouver le plaisir de jouer, signe en Ardèche pour se relancer,. Lors de son passage à Aubenas, Yassine Jarmouni s’est imposé comme l’une des pièces maîtresses du collectif ardéchois (19 matchs, 2 essais). Le troisième ligne, très en vue lors de la double confrontation face au Soyaux Angoulême XV, intéresse le manager Vincent Etcheto, qui n’a pas caché son intérêt pour le joueur. Il devrait en effet prendre la direction du club charentais la saison prochaine.
En juin 2022, Yassine Jarmouni, s’engage sous le maillot des Violets en Pro D2 pour deux saisons.

### Carrière internationale
Yassine Jarmouni a honoré sa première cape internationale avec l'équipe d'Algérie le 19 mars 2022 lors d'un test-match contre la Côte d'Ivoire, à Toulouse en France. Le XV aux deux Lions s'impose sur le score de 37 à 13.

## Style de jeu
Yassine Jarmouni a un profil de troisième ligne complet, à la fois très bon défenseur, il est capable de sauter en touche. Explosif et puissant, il est à l'aise ballon en main. Sa force de pénétration impressionnante lui permet de casser les lignes et de faire jouer ensuite.

## Statistiques en équipe nationale
- International algérien : 1 sélection depuis 2022.
- Sélections par année : 1 en 2022.